# Горбенко Анатолій Григорович
Анато́лій Григо́рович Горбе́нко (нар. 5 травня 1921, Красноград, Харківської області — пом. 7 травня 1995, Харків) — український театрознавець, театральний критик, педагог. Заслужений діяч мистецтв УРСР (1990). Кандидат мистецтвознавства (1975), професор (1992). Член Спілки театральних діячів України. Лауреат премії СТДУ (1981).

## Біографія
1948—1953 рр. — навчався в Харківському театральному інституті на режисерському (майстерня Л. Ф. Дубовика) і театрознавчому факультетах.
У 1953—1975 — завідувач літературної частини Харківського академічного українського драматичного театру ім. Т. Г. Шевченка. У 1959—1963 роках викладав історію театру в студії театрального мистецтва при театрі, потім (1964—1965) — у Харківському державному інституті культури.
У 1965—1995 рр. — викладав у Харківському інституті мистецтв ім. І. П. Котляревського (читав курс історії української літератури, українського театру, вів семінар із театральної критики). Завідувач кафедри театрознавства (1977—1994), проректор з театральної освіти та наукової роботи.
За 30 років педагогічної роботи А. Горбенко виховав кілька поколінь театрознавців (понад 30 випускників): Олександр Аннічев, Н. М. Бондарєва, Сергій Васильєв, Ю. В. Гаврилов, Л. Т. Лукашева, Я. В. Партола, В. В. Решетняк, Євгеній Русабров та інші.

## Основні праці
- Дисертація: «Школа акторського та режисерського мистецтва театру „Березіль“» (1975)
- Монографія «Харківський театр ім. Т. Г. Шевченка». — Київ, 1979. (Отримала премію Спілки театральних діячів Україна за 1981 рік.)